# ユウゲショウ
ユウゲショウ（夕化粧、学名: Oenothera rosea）は、アカバナ科マツヨイグサ属の多年草。アメリカ大陸原産。
和名の由来は、午後遅くに開花して、艶っぽい花色を持つことからとされるが、実際には昼間でも開花した花を見られる。オシロイバナの通称と紛らわしいので、アカバナユウゲショウ（赤花夕化粧）と呼ぶこともある。

## 分布
原産地は南米から北米南部。現在は帰化植物として世界の温暖な地域に広く分布する。
日本では、明治時代に観賞用として移入されたものが関東地方以西に野生化しており、道端や空き地でもよく見かける。帰化した範囲は広いが個体数は少ないといわれる。

## 形態・生態
多年草。束生して高さ20 - 30センチメートル (cm) 、時には50 - 60 cmに成長する。茎には白い柔毛がある。
葉は互生し、やや広い披針形である。根生葉は葉の先が円く、ときに羽状に裂ける。茎につく葉は、葉の先が尖り、縁は波状の鋸歯があって波打つ。
花期は夏から秋（5月から9月）にかけて。茎上部の葉の脇から薄紅色で直径1 - 1.5cmの花を1個ずつつける。子房下位。花弁は4枚で紅色の脈があり、中心部は黄緑色である。やや紅を帯びた白色の葯を付ける雄蕊が8本あり、雌蕊の先端は紅色で4裂する。萼は4枚で淡色。
熟した果実は、雨に濡れると開き、種子が飛び散る。果実は8本の稜があり、断面は八角形をしている。種子は淡褐色で、表面は滑らか。
全体の感じや花色はアカバナ属に似ているが、アカバナ属は葉が対生であるのに対して、本種は互生する。また、アカバナ属では果実が棒状で種子には羽毛状の毛があるが、本種の種子には毛がない。

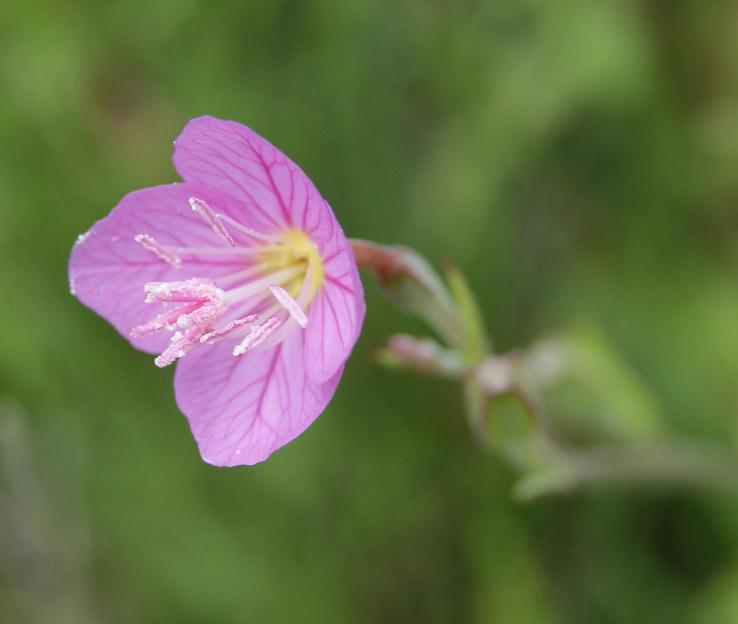
花
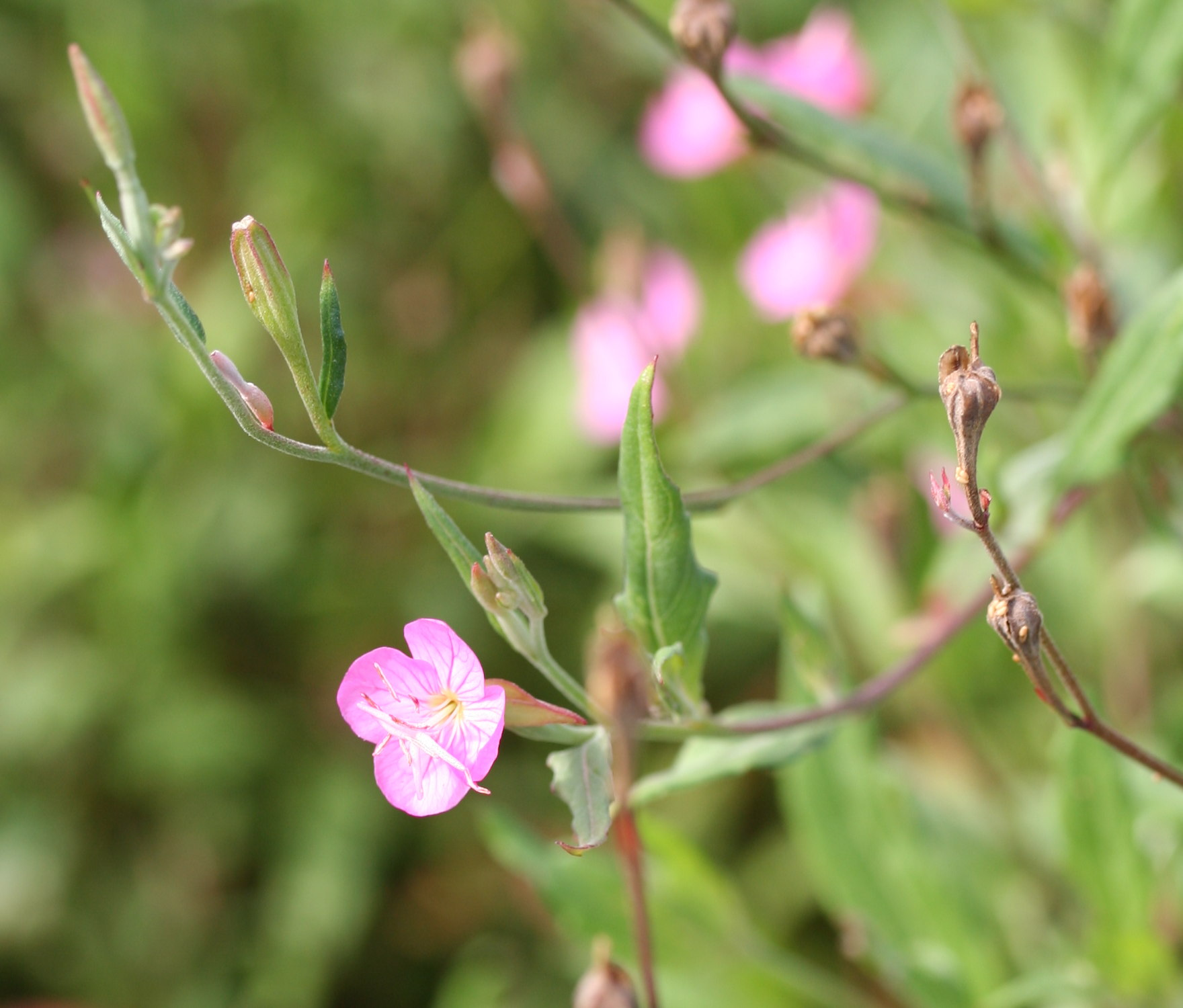
花と果実